# Канадско-сьерра-леонские отношения
Канадско-сьерра-леонские отношения — двусторонние дипломатические отношения между Канадой и Сьерра-Леоне.

## История
В 1961 году государства установили официальные дипломатические отношения. Канада и Сьерра-Леоне сотрудничают во многих областях, в том числе в Комиссии ООН по миростроительству.
Канаду и Сьерра-Леоне связывает уникальная историческая связь. Фритаун, столица современной Сьерра-Леоне, был основан в 1792 году контингентом из более чем тысячи поселенцев, в том числе из Галифакса и других районов Новой Шотландии. В основном это были бывшие рабы из Соединённых Штатов Америки, которые искали свободы на оставшихся британских территориях в Северной Америке после окончания войны за независимость США. В настоящее время можно увидеть влияние канадских морских провинций в архитектуре зданий, названиях улиц и предприятий Фритауна. Сегодня историческая близость находит отражение в хороших рабочих отношениях, которые позволяют Канаде и Сьерра-Леоне сотрудничать по широкому спектру вопросов на различных форумах.

## Военное сотрудничество
В 2017 году Королевский военно-морской флот Канады прибыл в порты Сьерра-Леоне.

## Горнодобывающая индустрия
Во время гражданской войны в Сьерра-Леоне канадская компания Rex Diamond Mining Corp. передала правительству Сьерра-Леоне военной техники на сумму 3,8 миллиона долларов США. Ещё одна канадская компания Amcan Minerals Ltd. купила охранную фирму ArmSec International в ЮАР и наняла Эдвина Д. Сэнфорда, подполковника канадских вооруженных сил в отставке, для руководства операциями в Сьерра-Леоне. DiamondWorks Ltd. заключила партнерское соглашение с Executive Outcomes, чтобы захватить рудники у «Объединённого революционного фронта» (ОРФ). Компания Executive Outcomes использовала боевые вертолеты и взрывчатку, которая уничтожила всё живое в радиусе 1,6 км. В 1998 году член Executive Outcomes предложил финансистам горнодобывающей промышленности Ванкувера провести ещё одну военную операцию против ОРФ, чтобы облегчить добычу бокситов.